# Jeux d'Amérique centrale et des Caraïbes de 1970
Navigation
Édition précédente Édition suivante
Les Jeux d'Amérique centrale et des Caraïbes de 1970 sont la 11e édition des Jeux d'Amérique centrale et des Caraïbes, une compétition multisports sous l'égide de l'Organisation sportive d'Amérique centrale et des Caraïbes. Elle se déroule du 28 février au 14 mars 1970 à Panama.